# 柳川精四郎
柳川 精四郎（やながわ せいしろう、1872年1月30日（明治4年12月21日） - 1957年（昭和32年）1月23日）は、明治時代後期から昭和時代前期の政治家、実業家。福岡県若松市長。旧姓は安富。

## 経歴
安富精勤の四男として新潟県に生まれ、柳川まつの養子となる。石炭商を営む傍ら、1910年（明治43年）4月、若松町会議員に当選し、同市会議員、同議長、若松商工会議所会頭、若松石炭商同業組合長などを歴任した。1938年（昭和13年）9月6日、若松市長に当選し、同月12日に就任した。
戦後、公職追放となった。
ほか、日本赤十字社福岡支部若松委員長、若松第一信用組合理事、帝国鋳物、日本農業各取締役、戸畑鋳物、国産工業各監査役など務めた。